# Binjamin Elon
Binjamin Elon (hebrejsky בנימין אלון‎, též Benny Elon, בני אלון‎, narozen 10. listopadu 1954, zemřel 5. května 2017), byl izraelský rabín, politik a bývalý poslanec Knesetu za stranu Národní jednota (ha-Ichud ha-le'umi).

## Biografie
Narodil se v Jeruzalému do rodiny Menachema Elona. Vzdělání náboženského typu získal na ješivě Merkaz ha-rav. V roce 1978 získal rabínské osvědčení. Sloužil v izraelské armádě, kde působil jako kaplan. Hovořil hebrejsky a anglicky.

## Politická dráha
V letech 1979–1982 působil jako rabín v kibucu Šluchot. V období 1983–1985 byl vyslancem Židovské agentury v Severní Americe se zaměřením na židovské studentské skupiny. Byl děkanem talmudského ústavu Bejt Orot, který zakládal. Spolu se svou ženou založili v izraelské osadě Bejt El nakladatelství.
V izraelském parlamentu zasedl poprvé po volbách do Knesetu v roce 1996, ve kterých kandidoval za stranu Moledet, kterou spoluzakládal. V letech 1996–1999 byl členem výboru pro ústavu, právo a spravedlnost, výboru pro status žen, výboru pro zahraniční dělníky a výboru pro záležitosti vnitra a životního prostředí. Mandát obhájil ve volbách do Knesetu v roce 1999, nyní již za střechovou kandidátní listinu ha-Ichud ha-Le'umi, do níž jako jedna ze součástí vplynula i strana Moledet. Ve funkčním období 1999–2003 zastával v parlamentu funkci člena výboru pro ústavu, právo a spravedlnost, výboru House Committee, výboru etického, výboru pro zahraniční záležitosti a obranu, výboru pro zahraniční dělníky, výboru pro záležitosti vnitra a životního prostředí a výboru pro jmenování soudců.
Zvolen byl opětovně ve volbách do Knesetu v roce 2003. Byl pak členem finančního výboru Knesetu. Do parlamentu se dostal i po volbách do Knesetu v roce 2006. Ve funkčním období 2006–2009 byl předsedou výboru pro vědu a technologie a členem petičního výboru. Voleb do Knesetu v roce 2009 se neúčastnil.
V letech 2001–2002 a znovu v letech 2003–2004 zastával post ministra turismu.